# Зберігання енергії в мережі
Накопичення енергії в мережі (також зване великомасштабне зберігання енергії) — це сукупність методів, що використовуються для зберігання енергії у великому масштабі в межах електричної мережі. Установка зберігання енергії — це сукупність накопичувачів та інженерних споруд, перетворювального та допоміжного обладнання, яка здійснює відбір електричної енергії з метою відкладення її кінцевого використання на момент пізніший, ніж коли вона була вироблена, її перетворенням в інший вид енергії, в якому вона може зберігатися, зберіганням та подальшим перетворенням такої енергії в електричну енергію з метою її відпуску в систему передачі, систему розподілу, мережу електростанції або мережу споживача.
Електрична енергія зберігається в той час, коли електроенергії є багато і вона недорога (особливо з переривчастих джерел, як-от відновлювана електроенергія з вітру, припливів і сонячна енергія), або коли попит низький, а потім повертається в мережу, коли попит високий, а ціни на електроенергію, як правило, вищі.
Станом на  2020 найбільшою формою накопичення енергії в мережі є гідроенергетика, як зі звичайними гідроелектростанціями, так і з ГАЕС.
Розвиток у сфері батарей дозволив комерційно життєздатним проєктам зберігати енергію під час пікового виробництва та випускати під час пікового попиту, а також використовувати її, коли виробництво несподівано падає, що дає час для того, щоб ресурси, що повільніше реагують, були включені у мережу.
Існують дві альтернативи зберігання в мережі — це використання маневрових електростанцій для заповнення пробілів у постачанні та керування попитом для перенесення навантаження на інший час.

## Переваги
У будь-якій електричній мережі виробництву електроенергії повинне відповідати споживанню, хоча обидва різко змінюються з часом. Будь-яка комбінація накопичення енергії та реагування на попит має такі переваги:
- електростанції на основі палива (тобто вугілля, нафта, газ, атомні електростанції) можна більш ефективно та легко експлуатувати при постійному рівні виробництва;
- електроенергію, вироблену переривчастими джерелами, можна зберігати та використовувати пізніше, тоді як в іншому випадку її потрібно було б передавати для продажу в іншому місці або вимкнути;
- пікова потужність генерування або передачі може бути зменшена за рахунок загального потенціалу всіх накопичувачів плюс відкладені навантаження (див. керування попитом[en]), що дозволить заощадити на потужності мережі;
- більш стабільне ціноутворення — вартість зберігання або керування попитом включено в ціноутворення, тому є менше коливань у тарифах на електроенергію, які стягуються з споживачів, або, як альтернатива (якщо тарифи зберігаються на стабільному законодавчому рівні), менше втрат для комунальних підприємств від високих пікових гуртових тарифів на електроенергію, коли піковий попит повинен бути задоволений за рахунок імпортованої електроенергії;
- готовність до надзвичайних ситуацій — життєво важливі потреби можна надійно задовольнити навіть без передачі чи генерації, а неосновні потреби може бути відкладено.

Енергія, отримана від сонячних, припливних і вітрових джерел, сама по собі змінюється – кількість виробленої електроенергії залежить від часу доби, фази місяця, сезону та випадкових факторів, як-от погода. Таким чином, відновлювані джерела енергії за відсутності сховищ створюють особливі проблеми для електричних комунальних підприємств. Хоча підключення багатьох окремих джерел вітру може зменшити загальну мінливість, сонячна батарея гарантовано недоступна вночі, а потужність припливів змінюється разом із місяцем, тому слабкі припливи відбуваються чотири рази на день.
У літній пік споживання, як правило, більше сонячної енергії може бути спожито і відповідати попиту. У зимовий пік споживання, вітер меншою мірою корелює з потребою в опаленні і може бути використаний для задоволення цього попиту. Залежно від цих факторів, понад 20—40 % загального виробництва — це підключені до мережі переривчасті джерела, як-от сонячна енергія і енергія вітру, як правило, вимагають інвестицій у мережу взаємозв'язків, накопичення електроенергії в мережі або керування попитом. У електромережі без накопичення енергії виробництво енергії з палива (вугілля, біомаса, природний газ, ядерна), має бути збільшено і зменшено, щоб відповідати зростанням і падінням виробництва електроенергії з переривчастих джерел (див. електростанції, що слідують за навантаженням). У той час як гідроелектростанції та електростанції на природному газу можуть швидко збільшити або зменшити виробництво, щоб слідувати вітру, вугільні та атомні електростанції потребують значного часу, щоб реагувати на навантаження. Таким чином, комунальні підприємства з меншою кількістю природного газу або гідроелектростанції більше залежать від управління попитом, з'єднання мереж або дорогих насосних сховищ. Французька консалтингова компанія Yole Développement оцінює ринок «стаціонарних сховищ» до 2023 року вартістю 13,5 мільярдів доларів у порівнянні з менш ніж 1 мільярдом доларів у 2015 році.

### Управління на стороні попиту та зберігання енергії в мережі

Зміст одиниць і масштабу виробництва та споживання електричної енергії

Сторона попиту також може зберігати електроенергію з мережі, наприклад, заряджання електромобіля з акумулятором зберігає енергію для транспортного засобу, а акумулятори тепла, теплові акумулятори централізованого опалення або льодосховище забезпечують збереження тепла для будівель. Наразі ці сховища служать лише для перенесення споживання на непіковий час доби, електроенергія не повертається в мережу.
Потреба в мережевому сховищі для забезпечення пікової потужності зменшується за рахунок попиту з ціноутворенням, що залежить від часу, що є однією з переваг розумних лічильників. На рівні домогосподарств споживачі можуть вибирати менш дорогі непікові часи для прання та сушіння білизни, використання посудомийних машин, прийняття душу та приготування їжі. Крім того, комерційні та промислові користувачі скористаються перевагами заощадження, відкладаючи деякі процеси на непіковий час.
Регіональний вплив непередбачуваної роботи вітроенергетики створив нову потребу в інтерактивній реакції на попит, де комунальне підприємство спілкується зі споживачами. Історично це робилося лише у співпраці з великими промисловими споживачами, але зараз може бути розширено на цілі мережі. Наприклад, кілька великомасштабних проєктів у Європі пов'язують зміни постачання вітрової енергії зі зміною навантаження на промислові морозильні камери, викликаючи невеликі коливання температури. У випадку взаємодії в масштабі всієї мережі, невеликі зміни температури опалення/охолодження миттєво змінять споживання в мережі.
У звіті, опублікованому в грудні 2013 року Міністерством енергетики США описуються потенційні переваги накопичення енергії та технологій на стороні попиту для електричної мережі: «Модернізація електричної системи допоможе нації впоратися з проблемою роботи з прогнозованою потребою в енергією, у тому числі вирішення проблеми зміни клімату шляхом інтеграції більшої кількості енергії з відновлюваних джерел та підвищення ефективності процесів використання невідновлюваної енергії. Удосконалення електричної мережі повинно підтримувати надійну та стійку систему постачання електроенергії, а зберігання енергії може відіграють важливу роль у вирішенні цих проблем, покращуючи експлуатаційні можливості мережі, знижуючи вартість та забезпечуючи високу надійність, а також відкладаючи та зменшуючи інвестиції в інфраструктуру. Нарешті, зберігання енергії може бути важливим для готовності до надзвичайних ситуацій завдяки своїй здатності забезпечувати послуги резервного постачання зі стабілізації електроенергії та мережі». Звіт був написаний основною групою розробників, які представляють Офіс постачання електроенергії та енергетичної стійкості, ARPA-E, Управління науки Міністерства енергетики США, Управління енергоефективності та відновлюваної енергії Міністерства енергетики США, Національні лабораторії Сандія та Тихоокеанська північно-західна національна лабораторія; всі вони займаються розробкою мережевих накопичувачів енергії.

### Зберігання енергії у мережі
Накопичувачі енергії є цінним активом для електричної мережі. Вони можуть надавати переваги та послуги, як-от керування навантаженням, забезпечення якості електроенергії та послуг джерела безперебійного живлення для підвищення ефективності та безпеки постачання. Це стає все більш важливим для енергетичного переходу та для забезпечення потреби в більш ефективній та стійкій енергетичній системі.
Численні технології накопичення енергії (гідроакумулювальна електростанція, електрична батарея, проточна батарея, маховиковий накопичувач, суперконденсатор тощо) підходять для масштабування мережі. застосування, однак їх характеристики відрізняються. Наприклад, ГАЕС добре підходить для керування об'ємними навантаженнями завдяки великій потужності та ємності. Однак придатних місць мало, і її корисність зникає під час вирішення локалізованих проблем якості електроенергії. З іншого боку, маховики та конденсатори найефективніші для підтримки якості електроенергії, але їм не вистачає ємності для використання у великих програмах. Ці обмеження є природним обмеженням для застосування сховища.
Кілька досліджень викликали інтерес і досліджували придатність або вибір оптимального накопичувача енергії для певних застосувань. Огляди літератури містять доступну інформацію про сучасний рівень техніки та порівнюють використання сховища на основі поточних наявних проєктів. Інші дослідження роблять крок далі в попарній оцінці методів накопичення енергії і оцінюють їхню придатність на основі багатокритеріального аналізу. В іншій роботі запропоновано схему оцінки шляхом дослідження та моделювання сховища як еквівалентних схем. Підхід до індексації також був запропонований у кількох дослідженнях, але він все ще знаходиться на початковій стадії. Для того, щоб збільшити економічний потенціал систем зберігання енергії, підключених до мережі, представляє інтерес розглянути портфель із кількома послугами для одного або кількох застосувань для системи зберігання енергії. Таким чином, за допомогою одного сховища можна отримати кілька потоків доходу, що також підвищить рівень використання. Поєднання частотної характеристики та резервних служб розглядається в роботі, водночас розглядається та обраховується згладжування піку навантаження разом зі згладжуванням потужності.

## Форми

### Повітря

#### Стиснуте повітря
Один із методів зберігання енергії в мережі полягає у використанні електроенергії, виробленої в непіковий період або енергії з відновлюваних джерел для вироблення стисненого повітря, яке зазвичай зберігається у старій шахті або якомусь іншому геологічному об'єкті. Коли потреба в електроенергії висока, стиснене повітря нагрівається невеликою кількістю природного газу, а потім проходить через турбодетандер для вироблення електроенергії.
Сховище енергії на стисненому повітрі зазвичай має ефективність біля 60—90 %.

#### Зріджене повітря
Інший спосіб зберігання електроенергії — стискати та охолоджувати повітря, перетворюючи його в зріджене повітря, яке можна зберігати та за допомогою якого за потреби обертати турбіну, виробляючи електроенергію, з ефективністю зберігання до 70 %.
На півночі Англії будується комерційна установка для зберігання енергії за допомогою зрідженого повітря, комерційна експлуатація, запланована на 2022 рік. Потужність електростанції в 250 МВт·год буде майже вдвічі більшою, ніж у найбільшої існуючої у світі літій-іонної батареї Hornsdale Power Reserve у Південній Австралії.

### Батареї

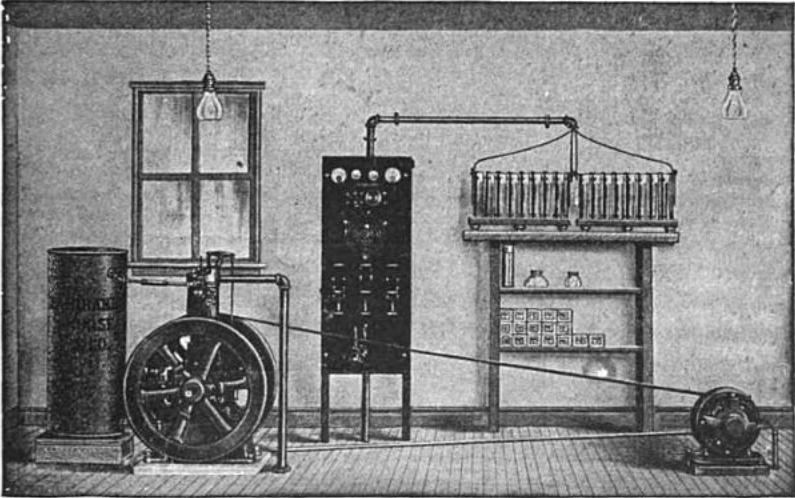
Освітлювальна установка постійного струму потужністю 900 Вт із використанням 16 окремих свинцево-кислотних акумуляторних батарей (32 В).

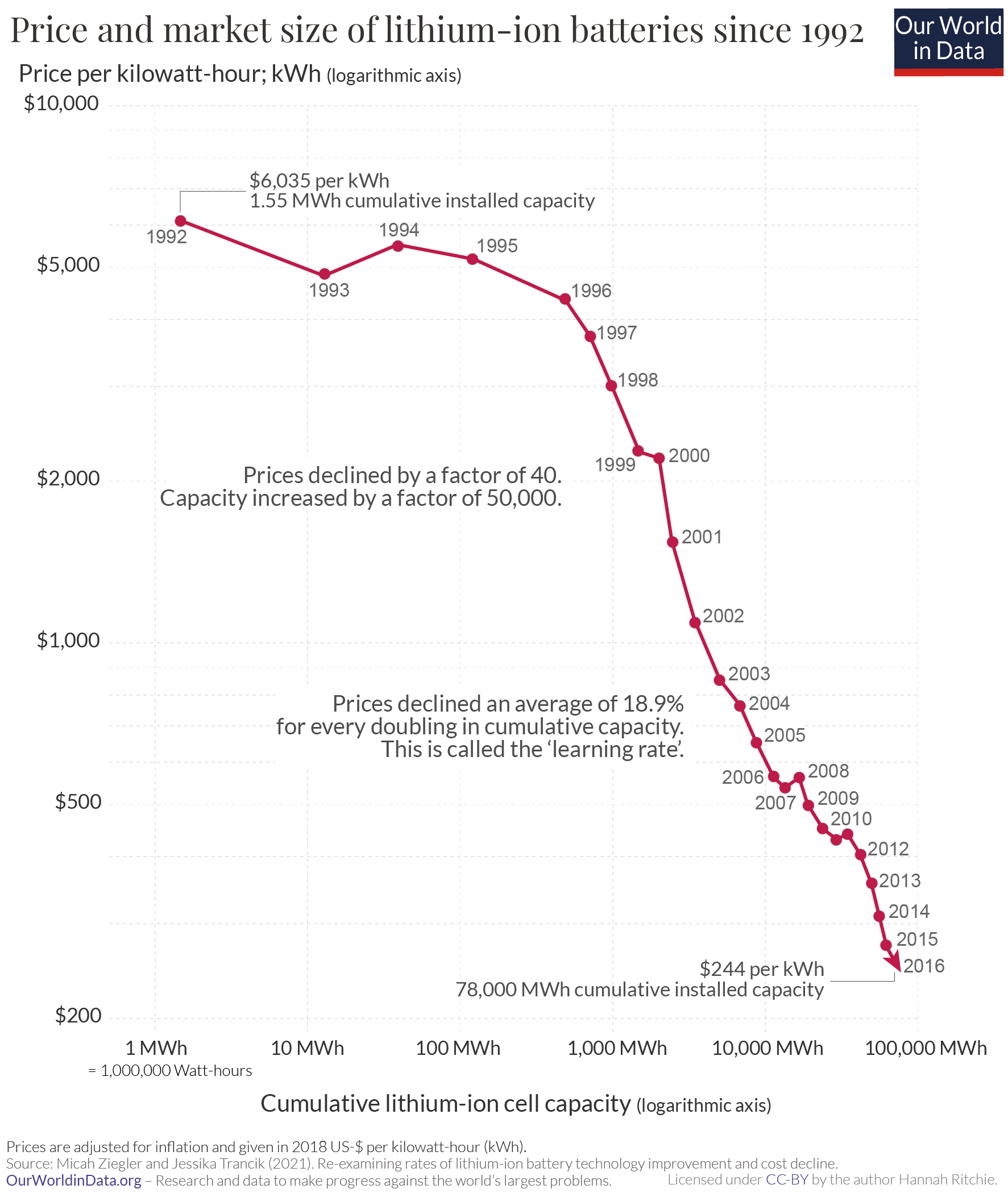
Ефекти кривої досвіду для літій-іонних акумуляторів: ціна на батареї знизилася на 97 % за три десятиліття.

Акумулятори використовувалися з перших днів використання електроенергії постійного струму. Там, де електроенергія від мережі змінного струму була недоступною, ізольовані освітлювальні установки, які приводились у дію вітряними турбінами або двигунами внутрішнього згоряння, забезпечували освітлення та живлення малим двигунам. Акумуляторну систему можна було використовувати для роботи з навантаженням без запуску двигуна або при тихому вітрі. Набір свинцево-кислотних акумуляторів у скляних банках забезпечував живлення як для освітлення ламп, так і для запуску двигуна для підзарядки акумуляторів. Технологія зберігання у акумуляторах зазвичай має ефективність від 80 % до більш ніж 90 % для нових літій-іонних пристроїв.
Для стабілізації мереж розподілу електроенергії використовувалися акумуляторні системи, підключені до великих твердотільних перетворювачів. Деякі мережеві батареї розміщені разом із відновлюваними енергетичними установками, щоб згладжувати електроенергію, що постачається від переривчастого вітру або сонячної енергії, або для того, щоб перенести вихідну потужність на інші години доби, коли відновлюване джерело не може виробляти електроенергію безпосередньо. Ці гібридні системи (генерування та зберігання) можуть або зменшити тиск на мережу при підключенні відновлюваних джерел, або використовуватися для досягнення самодостатності та роботи «в автономному режимі» (див. Автономна електростанція).
На відміну від електромобілів, акумулятори для стаціонарного зберігання не мають обмежень за масою чи об'ємом. Однак через велику кількість енергії та потужності, що мається на увазі, вартість за потужність або енергетичну одиницю є вирішальною. Відповідними показниками для оцінки зацікавленості технології для зберігання в масштабі мережі є $/Вт·год (або $/Вт), а не Вт·год/кг (або Вт/кг). Електрохімічний накопичувач у мережі став можливим завдяки розвитку електромобіля, що призвело до швидкого зниження вартості виробництва акумуляторів нижче 300 доларів США/кВт·год. Оптимізуючи виробничий ланцюг, великі промисловці прагнуть досягти 150 доларів США/кВт·год до кінця 2020 року. Ці акумулятори покладаються на технологію літій-іонних акумуляторів, які підходить для мобільних застосувань (висока вартість, висока щільність). Технології, оптимізовані для мережі, мають орієнтуватися на низьку вартість кВт·год.

#### Орієнтовані на роботу у мережі накопичувачі
Натрій-іонні батареї є дешевою та надійною альтернативою літій-іонним, тому що натрій набагато більший і дешевший, ніж літій, але він має меншу щільність потужності. Однак вони все ще знаходяться на початковій стадії свого розвитку.
Технології, орієнтовані на автомобільну техніку, покладаються на тверді електроди, які мають високу щільність енергії, але вимагають дорогого виробничого процесу. Рідкі електроди є більш дешевою і менш щільною альтернативою, оскільки вони не потребують ніякої обробки.

#### Рідкосольові/рідкометалеві батареї
Ці батареї складаються з двох розплавлених металевих сплавів, розділених електролітом. Вони прості у виготовленні, але вимагають температури в кілька сотень градусів Цельсія, щоб підтримувати сплави в рідкому стані. Ця технологія включає натрій-нікель-хлоридні, натрієво-сірчані і рідкосольові батареї. Натрієво-сірчані батареї використовуються для зберігання енергії в мережі в Японії та Сполучених Штатах. Електроліт складається з твердого бета-оксиду алюмінію. Рідкометалевий акумулятор, розроблений групою проф. Дональд Садовей, використовує розплавлені сплави магнію та сурми, розділені електроізоляційною розплавленою сіллю. Його виводить на ринок допоміжна компанія MIT Ambri, з якою нині укладено контракт на встановлення першої системи потужністю 250 МВт·год для компанії з центрами обробки даних TerraScale поблизу Ріно, штат Невада.

#### Проточні батареї
У проточних батареях рідкі електроди складаються з перехідних металів у воді кімнатної температури. Їх можна використовувати як носій швидкого реагування. Ванадієві окисно-відновні батареї є типом проточних батарей. Різні проточні батареї встановлюються на різних місцях, в тому числі ВЕС Гакслі-Гілл (Австралія), Томарі-Вінд-Гіллс на Хоккайдо (Японія), а також у застосуваннях, які не є вітровими електростанціями. Проточну батарею потужністю 12 МВт·год мали встановити на ВЕС Сорн Гілл (Ірландія). Ці системи зберігання призначені для згладжування перехідних коливань вітру. Бромістий водень був запропонований для використання в проточних батареях загального користування.

#### Приклади
У Пуерто-Рико система потужністю 20 мегават і часом роботи 15 хвилин (5 мегават-годин ємності) стабілізує частоту електроенергії, що виробляється на острові. 27 мегаватний 15-хвилинний (6,75 мегават-години) нікель-кадмієвий акумулятор був встановлений у Фербанкс, Аляска в 2003 році для стабілізації напруги на кінці довгої лінії електропередачі.
У 2014 році Проект зберігання енергії Техачапі був замовлений компанією Southern California Edison.
У 2016 році цинк-іонна батарея була запропонована для використання в мережевих системах зберігання.
У 2017 році Комісія з комунальних послуг Каліфорнії встановила 396 стопок акумуляторів Tesla розміром із холодильник на підстанції Mira Loma в Онтаріо, Каліфорнія. Стеки розгорнуті в двох модулях по 10 МВт кожен (усього 20 МВт), кожен із яких може працювати протягом 4 годин, що додає до 80 МВт·год сховища. Масив здатний забезпечити живленням 15 000 будинків протягом чотирьох годин.
BYD пропонує використовувати звичайні технології споживчих акумуляторів, як-от літій-залізо-фосфатний (LiFePO4) акумулятор, підключаючи багато батарей паралельно.
Найбільші акумуляторні батареї електромережі в Сполучених Штатах включають акумулятор на 31,5 МВт на електростанції Grand Ridge в Іллінойсі та акумулятор на 31,5 МВт у Біч-Рідж, Західна Вірджинія. Дві батареї, що будуються в 2015 році, включають проєкт 400 МВт·год (100 МВт протягом 4 годин) Southern California Edison і проєкт 52 МВт·год на Кауаї, Гаваї, щоб повністю зсунути в часі 13 МВт на сонячній фермі. Дві батареї знаходяться у Фербанкс (40 МВт протягом 7 хвилин із використанням елементів Ni-Cd), і в Нотрісі, Техас (36 МВт протягом 40 хвилин із використанням свинцево-кислотних акумуляторів). Батарея ємністю 13 МВт·год із використаних акумуляторів від автомобілів Daimler Smart Fortwo Electric Drive будується в м. Люнен, Німеччина, з очікуваним терміном служби 10 років.
У 2015 році в США було встановлено батареї потужністю 221 МВт, загальна ємність якої, як очікується, досягне 1,7 ГВт у 2020 році.
У Великій Британії в Гартфордширі в 2018 році була встановлена літій-іонна батарея потужністю 50 МВт. У лютому 2021 року розпочалося будівництво батареї потужністю 50 МВт у Бервеллі, Кембриджшир, і 40 МВт майданчика в Барнслі, Південний Йоркшир.
У листопаді 2017 року Tesla встановила акумуляторну систему 100 МВт, 129 МВт·год у Південній Австралії. Оператор австралійського енергетичного ринку заявив, що це «швидко і точно в порівнянні з послугами, які зазвичай надаються звичайними синхронними генеруючими установками».
| Технологія                | Рухомі частини | Помірна температура | Вогненебезпечність | Токсичні матеріали | Виробляється | Рідкісні метали |
| ------------------------- | -------------- | ------------------- | ------------------ | ------------------ | ------------ | --------------- |
| Ванадієві окисно-відновні | Так            | Так                 | Ні                 | Так                | Так          | Ні              |
| Рідкометалеві             | Ні             | Ні                  | Так                | Ні                 | Ні           | Ні              |
| Натрій-іонні              | Ні             | Так                 | Так                | Ні                 | Ні           | Ні              |
| Свинцево-кислотні         | Ні             | Так                 | Ні                 | Так                | Так          | Ні              |
| Натрієво-сірчані          | Ні             | Ні                  | Так                | Ні                 | Так          | Ні              |
| Ni–Cd                     | Ні             | Так                 | Ні                 | Так                | Так          | Так             |
| Алюміній-іонні            | Ні             | Так                 | Ні                 | Ні                 | Ні           | Ні              |
| Літій-іонні               | Ні             | Так                 | Так                | Ні                 | Так          | Ні              |
| Залізо-повітряні          | Так            | Ні                  | Так                | Ні                 | Ні           | Ні              |

### Електричний транспорт

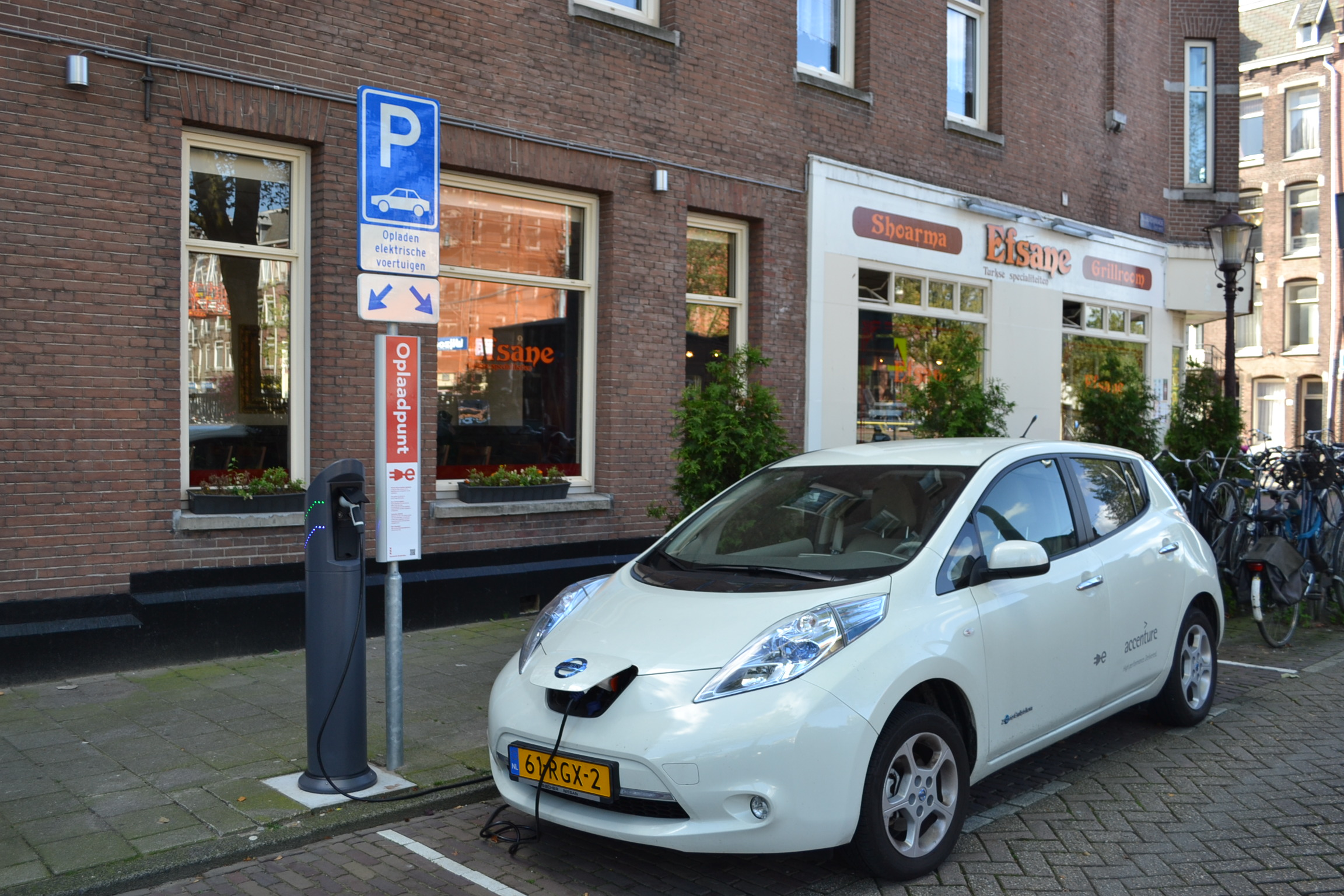
Nissan Leaf, найбільш продаваємий електричний автомобіль у 2015 році

Компанії досліджують можливе використання електромобілів для задоволення пікових потреб. Припаркований і підключений електромобіль міг би продавати електроенергію від акумулятора під час пікових навантажень і заряджатися або вночі (вдома), або в непіковий період.
Можна використовувати підключаємий гібрид або електричний автомобіль за їхню здатність накопичувати енергію. Можна використовувати технологію Vehicle-to-grid, перетворюючи кожен автомобіль із його акумуляторною батареєю ємністю 20—50 кВт·год у розподілений пристрій балансування навантаження або джерело аварійного живлення. Це становить від двох до п'яти днів на транспортний засіб із середньою потребою домогосподарства 10 кВт·год на день, припускаючи річне споживання 3650 кВт·год. Ця кількість енергії еквівалентна від 40 до 480 км запасу ходу у таких транспортних засобів при витраті від 0,1 до 0,3 кВт·год/км. Ці показники можна досягти навіть у саморобних перероблених електромобілів. Деякі електричні компанії планують використовувати старі акумуляторні батареї транспортних засобів (іноді з яких утворюється величезна батарея) для зберігання електроенергії. Однак великим недоліком використання транспортних засобів для накопичення енергії в мережі було б, якщо кожен цикл накопичення навантажував акумулятор одним повним циклом заряду-розрядження. Проте одне велике дослідження показало, що розумне використання транспортних засобів для зберігання в мережі фактично збільшило термін служби батарей. Звичайні (з використанням кобальту) літій-іонні батареї виходять із ладу з кожним циклом, новіші літій-іонні акумулятори не виходять із ладу значно з кожним циклом, і тому мають набагато більший термін служби. Одним із підходів є повторне використання ненадійних автомобільних акумуляторів у спеціальному сховищі оскільки очікується, що вони будуть добре виконувати цю роль протягом десяти років. Якщо таке зберігання здійснюється у великих масштабах, стає набагато легше гарантувати заміну акумуляторної батареї транспортного засобу, яка погіршилася під час використання у транспорті, оскільки стара батарея має цінність і негайне використання.

### Маховики

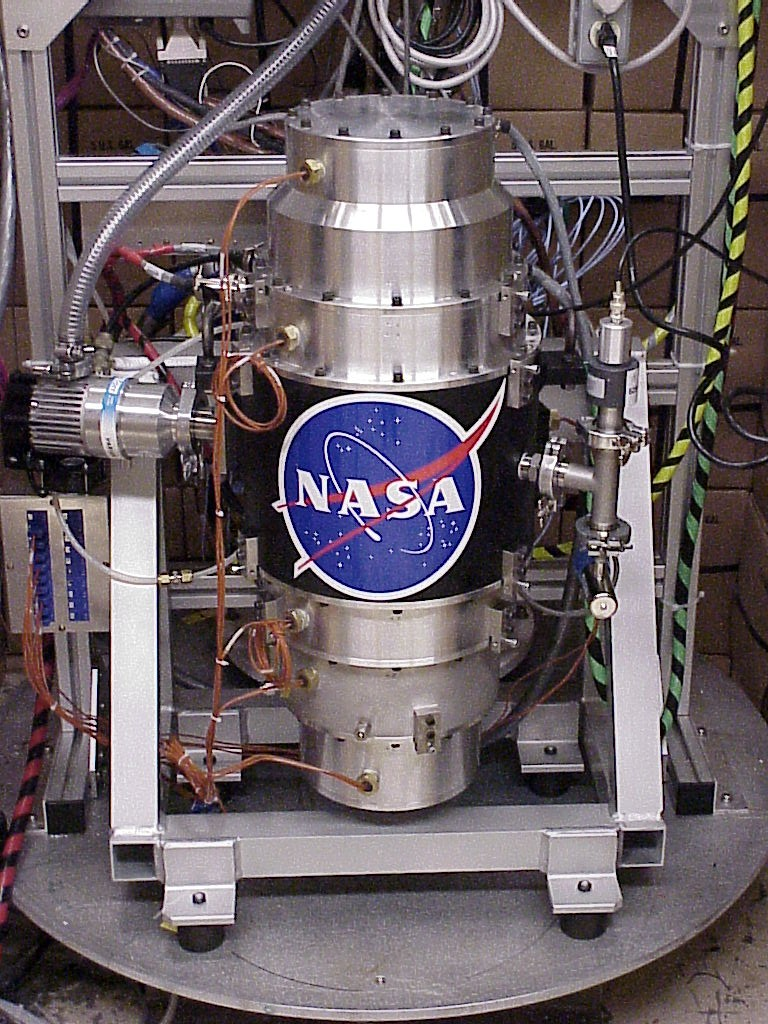
Маховик NASA G2

У основі цього способу зберігання лежить механічна інерція. Коли електрична сила надходить у пристрій, електродвигун прискорює важкий диск, що обертається. Двигун діє як генератор, коли потік потужності змінюється, сповільнюючи диск і виробляючи електрику. Електрика зберігається як кінетична енергія диска. Тертя має бути мінімальним, щоб продовжити час зберігання. Це часто досягається шляхом розміщення маховика у вакуумі та використання магнітного підшипника, що робить метод дорогим. Більші швидкості маховика дозволяють збільшити ємність зберігання, але вимагають міцних матеріалів, як-от сталь або композитні матеріали, щоб протистояти відцентровій силі. Проте діапазон технологій накопичення потужності та енергії, який робить цей метод економічним, має тенденцію зробити маховики непридатними для загального застосування в системі електропостачання; вони, ймовірно, найкраще підходять для вирівнювання навантаження на залізничних енергетичних системах і для покращення якості електроенергії від відновлюваних джерел, як-от система потужністю 20 МВт в Ірландії.
Програми, які використовують зберігання у маховиках, вимагають дуже високих сплесків потужності протягом дуже короткого часу, наприклад токамак та лазерні експерименти, де двигун-генератор розкручується до робочої швидкості та частково сповільнюється під час розряду.
Наразі сховище на маховиках також використовується у вигляді дизель-роторне джерело безперебійного живлення для забезпечення систем безперебійного живлення (наприклад, у великих центрах обробки даних) для перехідного живлення, необхідного під час перемикання – тобто відносно короткий проміжок часу між втратою живлення від мережі та прогріванням альтернативного джерела, як-от дизельний генератор.
Це потенційне рішення було реалізовано EDA на Азорських островах на островах Грасіоза і Флореш. Ця система використовує маховик потужністю 18 мегават-секунд для покращення якості електроенергії і, таким чином, дозволяє збільшити використання відновлюваної енергії. Як випливає з опису, ці системи також призначені для згладжування тимчасових коливань у постачанні, і їх ніколи не можна використовувати, щоб впоратися з відключенням, що перевищує кілька днів.
Powercorp в Австралії розробляє програми з використанням вітрових турбін, маховиків і дизельних технологій із низьким навантаженням, щоб максимізувати введення вітру в невеликі мережі. Система, встановлена в Корал-Бей, Західна Австралія, використовує вітряні турбіни в поєднанні з системою керування на основі маховика та дизель-генераторів із низьким навантаженням. Технологія маховика дозволяє вітровим турбінам іноді забезпечувати до 95 відсотків енергії Корал-Бей із загальним річним проникненням вітру в 45 %.

### Водень
Водень розробляється як середовище зберігання електричної енергії. Водень виробляється, потім стискається або зріджується, кріогенно зберігається при −252,882 °C, а потім знову перетворюється в електричну енергію або тепло. Водень може використовуватися як паливо для виробництва енергії в портативних (автомобілях) або стаціонарних застосуваннях. У порівнянні з ГАЕС та батареями водень має перевагу в тому, що він є паливом із високою щільністю енергії.
Водень можна отримати шляхом парової конверсії природного газу, або шляхом електролізу води на водень і кисень (див. виробництво водню). Конверсія природного газу утворює діоксид вуглецю як побічний продукт. високотемпературний електроліз і електроліз під високим тиском — це дві методики, за допомогою яких можна підвищити ефективність виробництва водню. Потім водень знову перетворюється в електрику в двигуні внутрішнього згоряння або паливному елементі.
Було показано, що ефективність зберігання водню від змінного струму до змінного струму становить від 20 до 45 %, що накладає економічні обмеження. Співвідношення ціни між купівлею та продажем електроенергії має бути щонайменше пропорційним ефективності, щоб система була економічною. Водневі паливні елементи можуть реагувати досить швидко, щоб коригувати швидкі коливання попиту або пропозиції електроенергії та регулювати частоту. Чи може водень використовувати інфраструктуру природного газу, залежить від будівельних матеріалів мережі, стандартів стиків і тиску в сховищі.
Обладнання, необхідне для зберігання енергії водню, включає електролізну установку, водневий компресор або засоби для зрідження, а також резервуари для зберігання.
Біоводень — це процес, який досліджується для отримання водню з використанням біомаси.
Комбіноване мікроджерело теплової та електроенергії (мікроТЕЦ) може використовувати водень як паливо.
Деякі атомні електростанції можуть отримати вигоду від симбіозу з виробництвом водню. Високотемпературні (від 950 до 1000 °C) ядерні гази від охолодження реактора IV покоління мають потенціал для отримання водню з води термохімічними засобами, використовуючи ядерне тепло, як у сірко-йодному циклі. Перші комерційні реактори очікуються в 2030 році.
У 2007 році у віддаленому населеному пункті Реймі, Ньюфаундленд і Лабрадор була розпочата пілотна програма громади з використанням вітрових турбін і генераторів водню. Подібний проєкт триває з 2004 року в Утсіра, невеликому норвезькому острівному муніципалітеті.

#### Підземне сховище водню
Підземне сховище водню — це практика зберігання водню у печерах, соляних куполах і виснажених нафтових і газових родовищах. Imperial Chemical Industries (ICI) багато років без будь-яких труднощів зберігає велику кількість газоподібного водню в печерах. Європейський проєкт Hyunder вказав у 2013 р., що для зберігання енергії вітру та сонця потрібні додаткові 85 печер, оскільки вони не можуть бути охоплені системами ГАЕС та сховищами енергії на стисненому повітрі.

#### Power-to-Gas
Power-to-Gas — це технологія, яка перетворює електричну енергію на газове паливо. Існує 2 методи, перший — використовувати електроенергію для розщеплення води і ввести водень, що утворився, в мережу розподілу природного газу. Другий менш ефективний метод використовується для перетворення діоксиду вуглецю і води в метан (див. природний газ) за допомогою електролізу і реакції Сабатьє. Надлишкова потужність або непікова потужність, вироблена вітрогенераторами або сонячними батареями, потім використовується для балансування навантаження в енергетичній мережі. Використовуючи існуючу систему розподілу природного газу для водню, виробник паливних елементів Hydrogenics і дистриб'ютор природного газу Enbridge об'єдналися, щоб розробити таку систему Power-to-Gas у Канаді.
Для зберігання водню може використовуватись мережа розподілу природного газу. До переходу на природний газ німецькі газові мережі використовували світильний газ, який здебільшого складався з водню. Ємність сховища німецької мережі природного газу становить понад 200 000 ГВт·год, чого вистачає на кілька місяців потреби в енергії. Для порівняння, потужність усіх німецьких гідроакумулюючих електростанцій становить лише близько 40 ГВт·год. Транспортування енергії через газову мережу здійснюється зі значно меншими втратами (<0,1 %), ніж в електромережі (8 %). Використання існуючих трубопроводів природного газу для отримання водню вивчав NaturalHy.

#### Концепція перетворення енергії в аміак
Концепція перетворення енергії в аміак пропонує безвуглецевий шлях зберігання енергії з різноманітною палітрою застосування. У часи, коли є надлишок низьковуглецевої енергії, її можна використовувати для створення аміачного палива. Аміак можна отримати шляхом розщеплення води на водень і кисень за допомогою електрики, потім використовуються висока температура і тиск, щоб з'єднати азот повітря з воднем для утворення аміаку. Як рідина він подібний до пропану, на відміну від чистого водню, який важко зберігати у вигляді газу під тиском або кріогенно зріджувати та зберігати при −253 °C.
Як і природний газ, накопичений аміак можна використовувати як паливо для транспортування та виробництва електроенергії або використовувати в паливних елементах. Стандартний резервуар рідкого аміаку об'ємом 60 000 м³ містить близько 211 ГВт·год енергії, що еквівалентно річному виробництву приблизно 30 вітрових турбін. Аміак можна спалювати чисто: виділяється вода та азот, але немає CO2 і мало або зовсім немає оксидів азоту. Аміак має різноманітне використання, крім того, що він є енергоносієм, він є основою для виробництва багатьох хімічних речовин, найпоширенішим є використання в якості добрив. З огляду на таку гнучкість використання та враховуючи, що інфраструктура для безпечного транспортування, розподілу та використання аміаку вже створена, це робить аміак хорошим кандидатом на те, щоб стати великомасштабним невуглецевим енергоносієм майбутнього.

### Гідроенергетика

#### Гідроакумулюючі станції

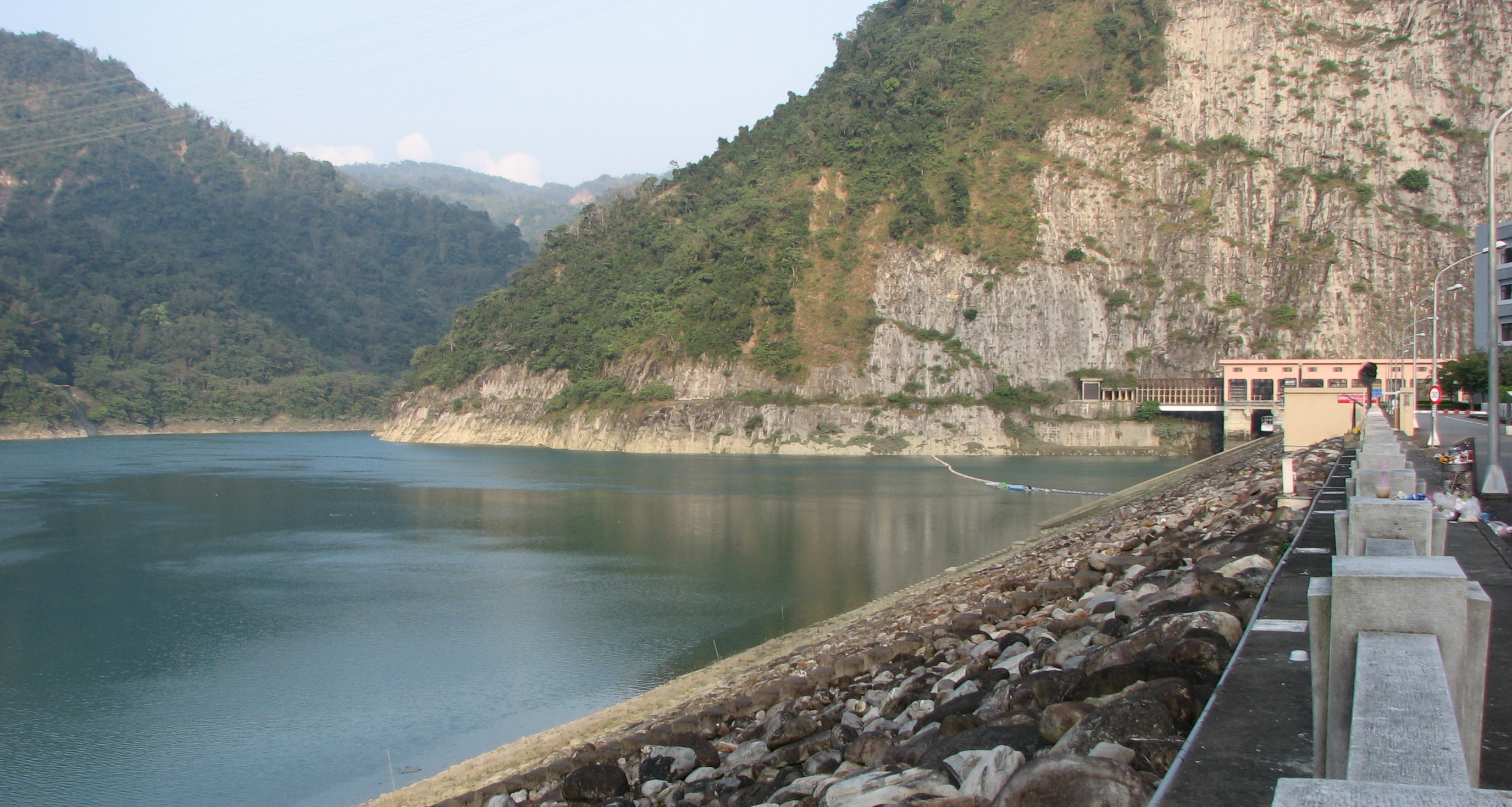
Гребля Гребля Мінгтан у Нантоу, Тайвань

У 2008 році світова генеруюча потужність ГАЕС становила 104 ГВт, в той час як інші джерела стверджують, що 127 ГВт, що становить переважну більшість усіх типів накопичувачів у мережах — усі інші типи разом складають кілька сотень МВт.
У багатьох місцях ГАЕС використовується для вирівнювання добового навантаження шляхом перекачування води у верхній резервуар у непікові години та у вихідні дні, використовуючи надлишкову потужність базового навантаження від вугілля або ядерних джерел. У години пік цю воду можна використовувати для роботи гідроелектростанції, часто як резерв швидкого реагування для покриття високих тимчасових піків попиту. ГАЕС повертають приблизно від 70 % до 85 % спожитої енергії, і в даний час є найбільш економічно ефективною формою масового накопичення електроенергії. Головна проблема ГАЕС полягає в тому, що для цього зазвичай потрібні дві сусідніх водойми на дуже різній висоті, і часто потрібні значні капітальні витрати.
ГАЕС мають високу диспетчеризацію, що означає, що вони можуть запуститись дуже швидко, як правило, протягом 15 секунд, що робить ці системи дуже ефективними для поглинання мінливості «попиту» на електроенергію з боку споживачів. У всьому світі працює понад 90 ГВт ГАЕС, що становить близько 3 % «миттєвої» світової генеруючої потужності. ГАЕС, як-от ГАЕС Дінорвіг у Великій Британії, мають п'ять або шість годин генерувальної потужності, і використовуються для згладжування коливань попиту.
Іншим прикладом є 1836 MW ГАЕС Tiānhuāngpíng в Китаї, ємність резервуару якої становить вісім мільйонів кубічних метрів (2,1 мільярда галонів США або обсяг стоку Ніагарського водоспаду за 25 хвилин) з висотою 600 м (1970 футів). Резервуар може забезпечити накопичення близько 13 ГВт·год потенціальної гравітаційної енергії (перетвореної на електроенергію з ефективністю близько 80 %) або близько 2 % щоденного споживання електроенергії Китаєм.
Нова концепція ГАЕС — використання енергію вітру або сонячної енергії для перекачування води. Вітряні турбіни або сонячні батареї, які живлять водяний насос для накопичення енергії вітру або сонячної енергії, можуть зробити цей процес більш ефективним, але є обмеженими. Такі системи можуть лише збільшувати кінетичний об'єм води під час вітряного та світлового періоду.
Починаючи із 2017 ринок енергетичних сховищ освоює ідею гідроакумулюючої електростанції у глибоких вугільних шахтах; у багатьох штатах США активно будуються акумуляторні системи потужністю 20 МВт і більше.
Ці плани не реалізуються через високу вартість будівництва такої електростанції (наприклад, Prosper-Haniel Найбільш відповідником українським реаліям слід визнати англійський проєкт Gravitricity з відносно дешевими енергетичними сховищами гравітаційного типу.

#### Гравітаційна потенційна енергія
Альтернативи включають зберігання енергії шляхом переміщення великих твердих мас вгору проти сили тяжіння. Цього можна досягти всередині старих шахтних стволів або в спеціально сконструйованих вежах, де важкі ваги закріплюються на лебідках для накопичення енергії та дозволяють керований спуск для її вивільнення. У залізничних накопичувачах енергії залізничні вагони, що перевозять велику вагу, переміщуються вгору або вниз по ділянці похилої рейкової колії, в результаті чого накопичуються або вивільняються енергія. У накопичувачах потенційної енергії на виснажених нафтових свердловинах ваги піднімаються або опускаються в глибокій, виведеній з експлуатації нафтовій свердловині.

#### Гідроелектростанції

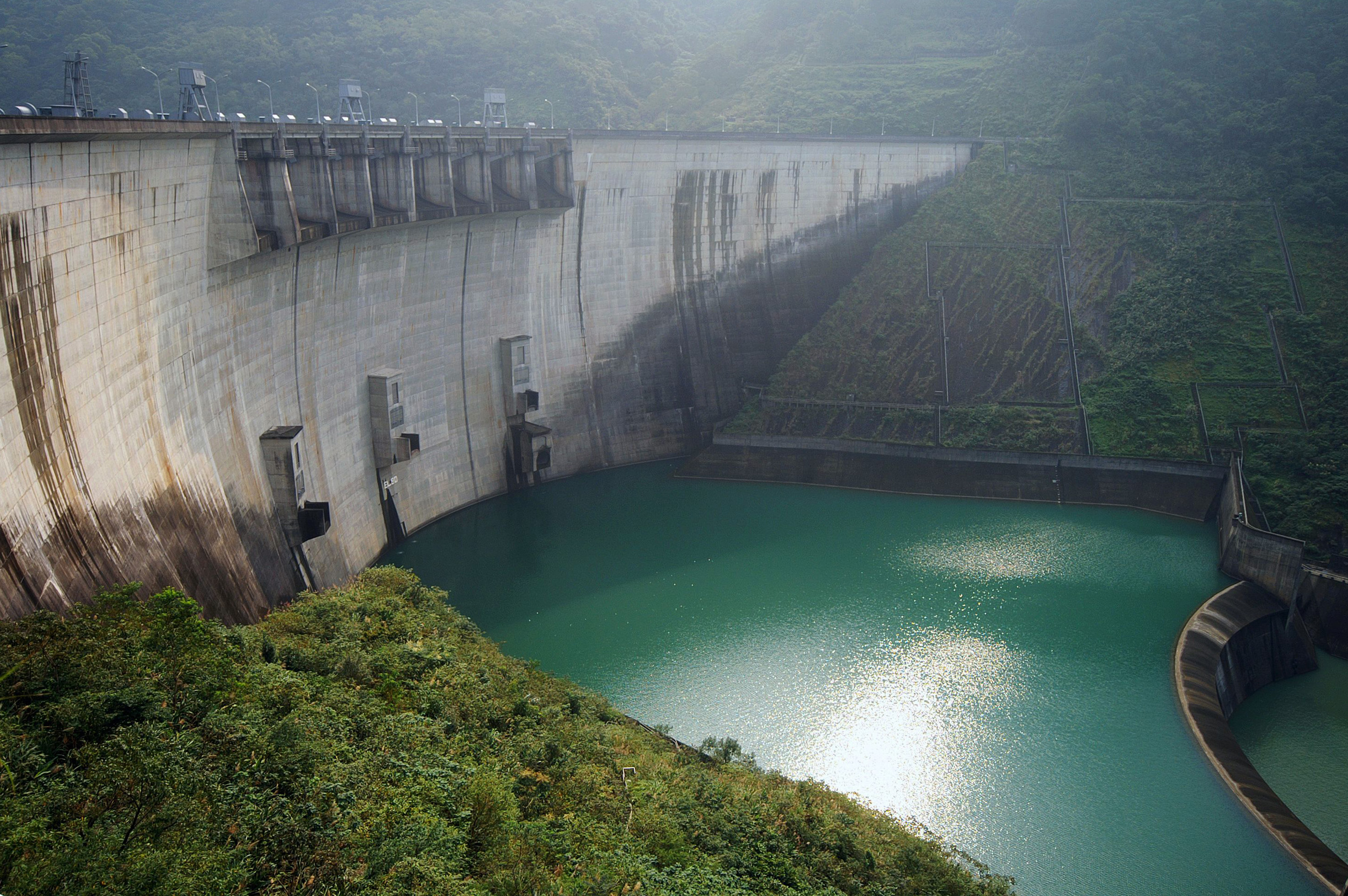
ГЕС Gueishan у м. Сіньбей, Тайвань

Дамби гідроелектростанцій із великими водосховищами також можна експлуатувати для забезпечення пікового виробництва в часи пікового попиту. Вода зберігається у резервуарі в періоди низького попиту і випускається через турбіни, коли попит вищий. Чистий ефект такий самий, як і у ГАЕС, але без втрат від перекачування. Залежно від ємності резервуара установка може забезпечувати щоденне, тижневе або сезонне навантаження.
Багато існуючих дамб гідроелектростанцій досить старі (наприклад, гребля Гувера була побудована в 1930-х роках), і їх оригінальний дизайн на десятиліття випередив нові переривчасті джерела енергії, як-от вітер і сонце. Дамба гідроелектростанції, спочатку побудована для забезпечення базової потужності, матиме генератори, розраховані відповідно до середнього потоку води у водойму. Збільшення такої греблі за допомогою додаткових генераторів збільшує її пікову вихідну потужність, тим самим збільшуючи її здатність працювати як накопичувач енергії у віртуальній мережі. Бюро рекультивації Сполучених Штатів повідомляє про інвестиційну вартість 69 доларів США за кіловат потужності для покращення існуючої греблі, порівняно з більш ніж 400 доларів за кіловат для генераторів, що працюють на нафті. У той час як модернізована дамба гідроелектростанції не накопичує безпосередньо надлишок енергії від інших генеруючих установок, вона поводиться еквівалентно, накопичуючи власне паливо — річкову воду, що надходить у періоди високої продуктивності інших генеруючих установок. Функціонуючи таким чином як накопичувач віртуальної мережі, модернізована ГЕС є однією з найефективніших форм накопичення енергії, оскільки вона не має втрат при перекачуванні для заповнення резервуара, лише збільшуються втрати на випаровування та витік.
Гребля, яка захоплює велике водосховище, може зберігати та вивільняти відповідно велику кількість енергії, контролюючи відтік річки та підвищуючи або знижуючи її рівень на кілька метрів. Обмеження дійсно застосовуються до експлуатації гребель, їх викиди зазвичай підлягають державним водним регулюванням, щоб обмежити вплив на річки вниз за течією. Наприклад, існують ситуації в мережі, коли теплові електростанції, атомні або вітряні турбіни вже виробляють надлишок електроенергії вночі, греблі все ще повинні випустити достатньо води для підтримки належного рівня річки, незалежно від того, виробляється електроенергія чи ні. Навпаки, існує межа пікової потужності, яка, якщо вона надмірна, може призвести до повені річки на кілька годин щодня.

### Магнітне поле у надпровідниках
Надпровідникові магнітні акумулятори (НМА) зберігають енергію в магнітному полі, створеному постійним струмом у надпровідниковій котушці, яка була кріогенно охолоджена до температури нижче її критичної температури надпровідника. Типова система НМА включає три частини: надпровідну котушку, систему перетворення електроенергії та холодильник із кріогенним охолодженням. Як тільки надпровідна котушка заряджена, струм не згасне, і магнітна енергія може зберігатися необмежено довго. Збережена енергія може бути випущена назад у мережу, шляхом розряду котушки. Система перетворення живлення використовує інвертор/випрямляч для перетворення живлення змінного струму (AC) у постійний струм або перетворення постійного струму назад у енергію змінного струму. На інвертор/випрямляч припадає приблизно 2—3 % втрат енергії в кожному напрямку. SMES втрачає найменшу кількість електрики в процесі накопичення енергії порівняно з іншими методами зберігання енергії. Системи НМА високоефективні; ККД в обидва боки перевищує 95 %. Висока вартість надпровідників є основним обмеженням для комерційного використання цього методу зберігання енергії.
Через потреби в енергії охолодження та обмеження загальної енергії, яку можна зберігати, НМА наразі використовується для короткочасного зберігання енергії. Тому НМА найчастіше займається покращенням якості електроенергії. Якби НМА використовували для комунальних послуг, це був би добовий пристрій, який заряджається від електроенергії базового навантаження вночі та розряджається під час пікових навантажень протягом дня.
Технічні проблеми зі зберіганням у магнітній енергії ще не вирішено, щоб це стало практичним.

### Тепло
У Данії безпосереднє зберігання електроенергії сприймається як надто дороге для дуже масштабного використання, хоча значне використання ведеться на існуючій Norwegian Hydro. Натомість використання існуючих резервуарів гарячої води, підключених до схем централізованого опалення, які обігріваються електродними котлами або тепловими насосами, вважається кращим підходом. Збережене тепло потім передається до житлових будинків за допомогою труб центрального опалення.
Розплавлена сіль використовується для зберігання тепла, зібраного сонячною баштою, щоб його можна було використовувати для виробництва електроенергії в погану погоду або вночі.
Системами опалення та охолодження будівель можна керувати, щоб зберігати теплову енергію або в масі будівлі, або в спеціальних резервуарах для зберігання тепла. Цей теплоакумулятор може забезпечити переміщення навантаження або навіть більш складні допоміжні послуги, збільшуючи споживання електроенергії (заряджання накопичувача) під час непікового періоду та знижуючи споживання електроенергії (розрядження накопичувача) під час пікових періодів із вищою ціною. Наприклад, електрику в непіковий час можна використовувати для виготовлення льоду з води, а лід можна зберігати. Збережений лід можна використовувати для охолодження повітря у великій будівлі, де зазвичай використовується електричний змінний струм, через що електричне навантаження зміщувалось би на години пікової напруги. В інших системах накопичений лід використовується для охолодження всмоктуваного повітря газової турбіни генератора, таким чином збільшуючи потужність генерації на піку та ефективність на піку.
У системі акумуляторів теплової енергії використовується високооборотний тепловий двигун/тепловий насос для перекачування тепла між двома накопичувачами, нагріваючи один і охолоджуючи інший. Інженерна компанія Isentropic із Великої Британії, яка розробляє систему, стверджує, що потенційна ефективність від подачі електроенергії в обидва боки становить 72—80 %.
Акумулятор Карно — це тип систем накопичення енергії, які зберігають електроенергію в накопичувачі тепла і перетворюють накопичене тепло назад в електрику за допомогою термодинамічних циклів. Ця концепція була досліджена та розроблена багатьма дослідницькими проєктами останнім часом. Однією з переваг такого типу системи є те, що вартість при великомасштабному та тривалому зберіганні тепла може бути значно нижчою, ніж інші технології зберігання.

## Економіка
Нормована вартість зберігання електроенергії сильно залежить від типу та призначення сховища: для субсекундного регулювання частоти, покриття піків у масштабі хвилин/годин або зберігання в масштабі дня/тижня/сезону.
Стверджується, що використання акумулятора коштує 120—170 доларів за МВт·год. Це порівняно з газовими турбінами відкритого циклу, вартість яких станом на 2020 рік становить приблизно 151—198 доларів США/МВт·год.
Загалом, зберігання енергії є економічним, коли гранична вартість електроенергії коливається більше, ніж витрати на зберігання та відновлення енергії плюс ціна енергії, втраченої в процесі. Наприклад, припустимо, що ГАЕС може перекачувати у свій верхній резервуар об'єм води, здатний виробити 1200 МВт·год після врахування всіх втрат (випаровування та просочування в резервуар, втрати ефективності тощо). Якщо гранична вартість електроенергії під час непікового періоду становить 15 доларів США за МВт·год, а резервуар працює з 75 % ККД (тобто споживається 1600 МВт·год і отримується 1200 МВт·год енергії), тоді загальна вартість наповнення резервуара становить 24 000 доларів. Якщо вся накопичена енергія буде продана наступного дня в години пік у середньому за 40 доларів США за МВт·год, то ГАЕС отримає дохід у розмірі 48 000 доларів США за день, при цьому валовий прибуток становить 24 000 доларів США.
Однак граничні витрати на електроенергію різняться через різні експлуатаційні витрати та витрати на паливо різних класів генераторів.
З одного боку, електростанції базової генерації, як-от вугільні, та атомні є постачальниками з низькими граничними витратами, оскільки вони мають високі капітальні витрати та витрати на технічне обслуговування, але низькі витрати на паливо. З іншого боку, маневрові електростанції, як-от газові турбіни на природному газі, спалюють дороге паливо, але дешевші у будівництві, експлуатації та обслуговуванні. Щоб мінімізувати загальні експлуатаційні витрати на виробництво електроенергії, електростанції базового навантаження використовуються більшу частину часу, тоді як маневрові електростанції використовуються лише за необхідності, як правило, коли потреба в енергії досягає піку. Це називається «економічне регулювання».
Попит на електрику у різних мережах світу змінюється протягом дня та від сезону до сезону. Здебільшого, зміна попиту на електроенергію задовольняється зміною кількості електричної енергії, що постачається з первинних джерел. Однак оператори все частіше зберігають дешеву енергію, вироблену вночі, а потім відпускають її в мережу в пікові періоди дня, коли вона є більш цінною.
У районах, де існують греблі гідроелектростанцій, генерацію можна відкласти, доки попит не зросте; ця форма зберігання є поширеною і може використовувати наявні резервуари. Це не зберігає «надлишок» енергії, виробленої деінде, але чистий ефект той самий — хоча й без втрат ефективності. Поновлювані джерела енергії зі змінним виробництвом, як-от вітер і сонячна енергія, як правило, збільшують чисту зміну електричного навантаження, збільшуючи потребу накопичення енергії в мережі.
Може бути більш економічним знайти альтернативний ринок для невикористаної електроенергії, ніж намагатися зберігати її. Високовольтні лінії постійного струму дозволяють передавати електроенергію, втрачаючи лише 3 % на 1000 км.
Міжнародна база даних сховищ енергії Міністерства енергетики США надає безкоштовний список проєктів зберігання енергії в мережі, багато з яких показують джерела фінансування та суми.

### Вирівнювання навантаження
Попит на електроенергію з боку споживачів і промисловості постійно змінюється, в основному в межах таких категорій:
- Сезонний (під час темної зими потрібно більше електричного освітлення та опалення, тоді як в інших кліматичних умовах спекотна погода підвищує потребу в кондиціонуванні)
- Щотижня (більшість галузей закривається у вихідні, що знижує попит)
- Щодня (наприклад, ранкова пік, коли офіси відкриваються і кондиціонери вмикаються)
- Щогодини (один із методів оцінки кількості переглядів телебачення у Сполученому Королівстві — це вимірювання стрибків потужності під час рекламних перерв або після програм, коли глядачі йдуть увімкнути чайник[112])
- Перехідний (коливання через дії осіб, відмінності в ефективності передачі електроенергії та інші невеликі фактори, які необхідно враховувати)

На даний момент існує три основні методи боротьби зі зміною попиту:
- Електричні пристрої, як правило, мають робочий діапазон напруги, який їм необхідний, зазвичай 110—120 В або 220—240 В. Незначні зміни навантаження автоматично згладжуються незначними змінами напруги в системі.
- Електростанції можуть працювати нижче їх нормальної потужності з можливістю майже миттєво збільшити кількість, яку вони виробляють. Це називається «обертовим резервом».
- Додаткову генерацію можна залучити в режимі онлайн. Як правило, це будуть гідроелектричні або газові турбіни, які можна запустити за лічені хвилини.

Проблема резервних газових турбін полягає у вищих витратах; дороге генеруюче обладнання більшу частину часу не використовується. Обертовий резерв також коштує грошей; станції, що працюють нижче максимальної потужності, зазвичай менш ефективні. Зберігання електроенергії в мережі використовується для зміщення виробництва від часів пікового навантаження до годин поза піком. Електростанції можуть працювати з максимальною ефективністю вночі та у вихідні дні.
Стратегії вирівнювання попиту та пропозиції можуть бути призначені для зниження витрат на постачання пікової потужності або для компенсації періодичного виробництва вітрової та сонячної енергії.

### Портативність
Це область найбільшого успіху для сучасних технологій зберігання енергії. Одноразові та акумуляторні батареї поширені повсюдно і забезпечують живлення пристроїв із такими різноманітними вимогами, як цифрові годинники та автомобілі. Проте прогрес у технології батареї, як правило, був повільним, оскільки більша частина часу роботи акумулятора, яку споживачі бачать, пояснюється ефективним керуванням живленням, а не збільшенням ємності зберігання. Портативна споживча електроніка значно виграла від зменшення розміру та потужності, пов'язаних із законом Мура. На жаль, закон Мура не поширюється на перевезення людей і вантажів; основні потреби в енергії для транспортування залишаються набагато вищими, ніж для інформаційних та розважальних застосувань. Ємність акумулятора стала проблемою, оскільки зростає потреба альтернатив двигуну внутрішнього згоряння в автомобілях, вантажівках, автобусах, потягах, кораблях та літаках. Для такого використання потрібно набагато більша щільність енергії (кількість енергії, що зберігається в заданому об'ємі або вазі), ніж може забезпечити сучасна технологія акумулятора. Рідке вуглеводневе паливо (як-от бензин/керосин і дизельне паливо), а також спирти (метанол, етанол і бутанол) і жири (безпосередньо рослинна олія, біодизель) мають набагато вищу енергетичну щільність.
Існують синтетичні шляхи використання електроенергії для відновлення вуглекислого газу та води до рідкого вуглеводневого або спиртового палива. Ці шляхи починаються з електролізу води для утворення водню, а потім відновлення вуглекислого газу надлишком водню у варіантах зворотної реакції зсуву водяного газу. Невикопні джерела вуглекислого газу включають ферментаційні установки та установки очищення стічних вод. Перетворення електричної енергії на рідке паливо на основі вуглецю має потенціал для забезпечення портативного накопичувача енергії, який може використовуватися великим наявним парком автотранспортних засобів та іншого обладнання з двигуном, без труднощів, пов'язаних із воднем або іншим екзотичним енергоносієм. Ці синтетичні шляхи можуть привернути увагу у зв'язку зі спробами покращити енергетичну безпеку в країнах, які покладаються на імпортну нафту, але мають або можуть розробити великі джерела відновлюваної або ядерної електроенергії, а також вирішити проблему можливого майбутнього зменшення кількості нафти, доступної для імпорту.
Оскільки транспортний сектор використовує енергію з нафти дуже неефективно, заміна нафти електрикою на мобільну енергію не потребуватиме дуже великих інвестицій протягом багатьох років.

### Надійність
Раптове відключення живлення негативно впливає практично на всі пристрої, що працюють від електрики. Доступні такі рішення, як ДБЖ (джерела безперебійного живлення) або резервні генератори, але вони дорогі. Ефективні методи зберігання електроенергії дозволять пристроям мати вбудоване резервне джерело на випадок відключення електроенергії, а також зменшать вплив збою на електростанції. Приклади цього зараз доступні з використанням паливних елементів і маховиків.